# Rimpelpoppenrover
De rimpelpoppenrover (Callisthenes reticulatus) is een keversoort uit de familie van de loopkevers (Carabidae). De wetenschappelijke naam van de soort werd in 1787 als Carabus reticulatus gepubliceerd door Johann Christian Fabricius. De soort werd door Friedrich Weber in 1801 in het geslacht Calosoma geplaatst. In 1905 plaatste Georgij Georgiewitsch Jakobson deze soort in het ondergeslacht Calosoma (Callisthenes), dat door Georges Vacher de Lapouge in 1932 werd opgewaardeerd tot een geslacht, waarbij hij het ten onrechte het vrouwelijk grammaticaal geslacht gaf, en de soort Callisthenes reticulata noemde. In 1940 werd die fout door René Jeannel gecorrigeerd.

## Kenmerken
De kever wordt 22 tot 26 millimeter lang. Anders dan bij de echte poppenrovers van het geslacht Calosoma, vertonen de dekschilden bij deze soort geen duidelijke langsstrepen maar een meer korrelige structuur. De voorrand van de dekschilden heeft geen duidelijke schouder maar is afgerond. Het halsschild is relatief breed. Jonge dieren hebben doorgaans een metaalachtig groene bovenzijde; oudere dieren worden donkerder. De kevers worden in gevangenschap maximaal drie jaar oud.

## Verspreiding
De soort komt voor in Centraal- en Noord-Europa, Kazachstan en het westen van Siberië. In Nederland werd de soort in de vorige eeuw slechts eenmaal aangetroffen (in 1922). Pas in juni 2015 werd opnieuw een populatie van deze poppenrover aangetroffen op een voor het publiek afgesloten militair terrein nabij Harskamp, zo'n vijf kilometer verwijderd van de plek van de eerste waarneming.